# Shanaze Reade
Pour les articles homonymes, voir Reade.
Shanaze Reade, née le 23 septembre 1988 à Crewe, est une coureuse cycliste britannique. Elle concourt dans deux disciplines : quintuple championne du monde de BMX, elle a également remporté le titre mondial en vitesse par équipes avec Victoria Pendleton en 2007 et 2008.

## Palmarès sur piste

### Championnats du monde
- Palma de Majorque 2007
  -  Championne du monde de vitesse par équipes (avec Victoria Pendleton)
- Manchester 2008
  -  Championne du monde de vitesse par équipes (avec Victoria Pendleton)
- Pruszkow 2009
  -  Médaillée d'argent de la vitesse par équipes (avec Victoria Pendleton)

### Coupe du monde
- 2006-2007
  - 2e de la vitesse par équipes à Manchester
- 2007-2008
  - 1re de la vitesse par équipes à Copenhague (avec Victoria Pendleton)

### Championnats de Grande-Bretagne
- 2019
  -  Championne de Grande-Bretagne de vitesse par équipes (avec Blaine Ridge-Davis)

## Palmarès en BMX

### Jeux olympiques
- Londres 2012
  - 6e du BMX

### Championnats du monde
- 2006
  -  Championne du monde de BMX juniors
- 2007
  -  Championne du monde de BMX
- 2008
  -  Championne du monde de BMX
- 2010
  -  Championne du monde de BMX
- 2011
  -  Championne du monde du contre-la-montre
- 2012
  -  Médaillée d'argent du championnat du monde du contre-la-montre

### Coupe du monde
- 2007 : 8e du classement général, vainqueur de la manche de Pékin
- 2008 : 10e du classement général, vainqueur de la manche de Copenhague
- 2009 : 14e du classement général, vainqueur de la manche de Copenhague
- 2010 : 16e du classement général
- 2011 : 20e du classement général, vainqueur de la manche de Londres
- 2013 : 6e du classement général, vainqueur des manches de Manchester et Santiago del Estero